# 플릿 차량

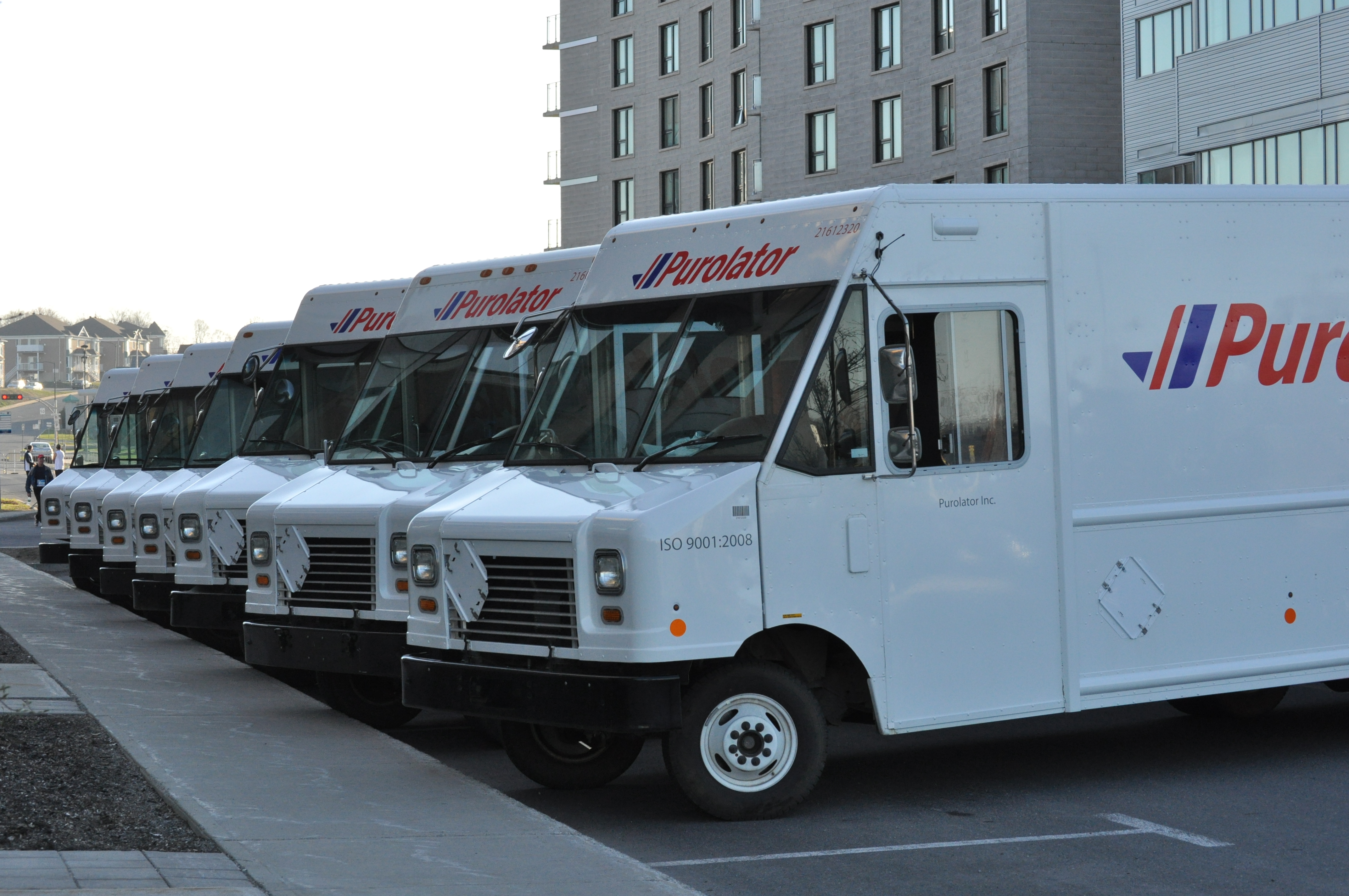
멀티스톱 트럭

플릿 차량(Fleet vehicle)은 개인이나 가족이 아닌 기업, 정부 기관 또는 기타 조직 (사회과학)이 소유하거나 임대하는 차량이다. 일반적인 예로는 렌터카 회사, 택시 회사, 공공 시설, 대중 교통 및 응급 서비스에서 운영하는 차량이 있다.
많은 기업이 고객에게 상품을 배송하기 위해 차량을 구매하거나 임대할 뿐만 아니라 영업 담당자가 고객에게 이동할 차량을 제공한다. 일부 관할권 및 국가에서는 차량을 직원이 개인적으로 소유할 수도 있다. 이러한 차량은 종종 "회색 함대"(grey fleet)라고 불리며 작업 목적으로 사용된다. 차량 관리 소프트웨어를 사용하여 차량 관리자 또는 운송 관리자가 차량을 관리할 수 있다. 차량은 FMS라고도 알려진 차량 관리 시스템을 통해 차량 텔레매틱스 시스템에 연결될 수 있다.

## 같이 보기
- 카셰어링